# Johann Andreas Herbst
Johann Andreas Herbst, zwany też Autumnus (ochrzczony 9 czerwca 1588 w Norymberdze, zm. 24 stycznia 1666 we Frankfurcie nad Menem) – niemiecki kompozytor, skrzypek i teoretyk muzyki okresu baroku. Prawdopodobnie uczeń Hansa Leo Hasslera.
Wprowadził zasady weneckiego stylu polichóralnego do protestanckiej części Niemiec. Działał przy kościele Mariackim w Norymberdze oraz we Frankfurcie nad Menem. Komponował głównie muzykę religijną – kantaty, motety oraz chorały. Był znany także jako teoretyk i autor znanych w swojej epoce traktatów o muzyce – Musica practica oraz Musica poetica.